# Albert Küchler
Albert Küchler (født 2. maj 1803 i København, død 16. februar 1886 i Rom) var en dansk maler og en katolsk munk.

## Baggrund
|  |  | Küchler var søn af den fattige snedkermester Christian Küchler, og fik ikke megen skolegang. Som tolvårig begyndte han i lære hos sin far. Senere kom han ind ved Kunstakademiet, som den gang fungerede som en teknisk skole. I 1821 vandt han den lille sølvmedalje, i 1822 den store, og i 1823 udstillede han første gang, blandt andet et ikke antaget guldmedaljearbejde. C.W. Eckersberg havde ham som elev på sin private malerskole til 1830, hvor Küchler udviklede sit talent videre. Som udlært malersvend stod valget mellem håndværk eller kunst. I 1825 vandt han den lille guldmedaljen kun 22 år gammel med maleriet Tobias ledsaget af englen. Senere vandt han den store guldmedalje med maleriet Josef forklarer drømmen om kornnegene for sine brødre. |

Hans tidligste kompositioner viser tydelig inspiration fra den romantiske litteratur som Oehlenschläger. Küchler malede flere genremalerier med motiver fra København sidst i 1820'erne. Til C.F. Hansens Christiansborg lavede han fem dørstykker i grisaille med emblemer. I forventning af det treårige rejselegat, der almindeligvis blev tildelt vinderen af den store guldmedalje, rejste Küchler i maj 1830 til München, hvor han blev optaget i kredsen af danske kunstnere, der satte stor pris på hans gode humør. Samme efterår rejste han videre til Rom.

## I Rom som kunstmaler
Han kom i forbindelse med kredsen af danske digtere og malere og lærte forfatteren Christian Winther at kende; til ham malede han billedet Albanerinden, også kaldet Italienerinden, der hænger på Glyptoteket i København.
Küchler var en populær skikkelse i den danske koloni, og han indgår som person i flere digte og romaner og også på nogle af de mest kendte billeder fra tiden som Constantin Hansens billede af de danske kunstnere ved balkonen og af Ditlev Bluncks billede fra osteriet "La Gensola".

## Konversion til katolicismen. Franciskanermunk
Efter nogle år konverterede Küchler til katolicismen, og senere blev han lægbroder i Franciskanerordenen under navnet Pietro di Sante Pio.
Efter et par år i et kloster i Prudnik, hvor han så at sige udlevede nogle asketisk-fundamentalistiske idealer, vendte Küchler tilbage til Rom, hvor han blev resten af sine dage. Da Christian 9. besøgte byen inkognito, opsøgte han Pietro i hans enkle munkecelle i Bonaventura-klostret, der er bygget over det tidligere vandreservoir for det kejserlige palads på Palatinerhøjen. Bagefter gik kongen til pladsen ved Den Spanske Trappe for at se den kvinde, der havde sendt Küchler i kloster. Han opdagede, at hun i løbet af få år var blevet en meget overvægtig blomstersælgerske med en hel skok børn.
H.C. Andersen besøgte også Küchler i klostret og fortæller i Mit livs eventyr: "Da jeg flere år senere kom til Rom for anden gang, var ungdomssindet borte [hos Küchler], kun enkelte gange kom lunet lidt frem, og i 1841, da jeg for tredje gang var i Rom, var han blevet katolik og malede kun altertavler og fromme billeder. Nu er han, som vi ved, for et par år siden blevet indviet til tiggermunk af Pius 9., og han drog barbenet gennem Tyskland og til et fattigt kloster(...) Gud give ham her den fred og lykke som han vistnok - idet han misforstår den alkærlige Gud - søger på en forvildet vej, og vil finde."

## Tilbage i Rom. Religiøse malerier
Küchler vedblev med at male, men lagde stort set de verdslige motiver til side for at male religiøse motiver. Ud fra enhver kunstnerisk vurdering er de religiøse billeder af ringere kvalitet end de verdslige. Det var Küchler givetvis selv klar over,
men intet bekymrede ham mindre.
Et par af hans religiøse billeder hænger i danske kirker, Ballerup, Esbønderup og Toreby på Lolland.

## Forbindelsen til Danmark
Küchler blev som munk i Rom flere gange opsøgt af danskere; han fik besøg af kongefamilien, af malerkolleger og af forfattere. Nogle af forfatterne har fortalt om besøgene i artikler (bl.a. i Illustreret Tidende) og i bogform. En af forfatterne var Nicolaj Bøgh, Christian Winthers biograf.

## Albanerinden i albanske medier
Küchlers billede af Christian Winthers kæreste er i 2005-2006 blevet genstand for debat i albanske aviser, tidsskrifter og elektroniske medier. Nogle mener, at pigen havde albanske aner – eventuelt at hun stammede fra en af de albanske landsbyer i det sydligste Italien – nogle at hun kom fra Albanerbjergene uden for Rom.
| - Værker af Albert Kuechler - Den albanske pige, 1831 - Studie til "Josef forklarer drømmen om negene for sine brødre", ca. 1833 - H.C. Andersen, 1834 - 'Correggios død', 1834 - En ung italiensk kvinde, som smykkes af sin mor, 1835 - En ældre pige lærer to yngre at bede på rosenkransen, 1836 - En familiescene ved Nemisøen, 1837 - Maleren Constantin Hansen, 1837 - Oberst Paulsens familie, 1838 - En ung abbate høres i sin lektie af sin søster, ca. 1838 - En ung kvinde med nedslået blik og grønt sløjfebånd i håret, ca. 1838 - Et par romerske almuefolk køber en hat til deres lille søn som skal være abbate, 1840 |

| - Italienerinde med sin ten, 1849 - "En Bedstemoder pynter en lille Dreng, medens Moderen klæder sig paa foran Speilet". Mellem 1821 og 1886 - "Den ubesmittede" (Immacolata) med Bonaventura, Frans af Assisi, Antonio (no) og Johannes Duns Scotus Det pavelige universitet Antonianum (no), Uklar datering - Grosserer Isaac Unna. Uklar datering - Italienerinde i rød kjole og stribet hovedbeklædning. Uklar datering |